# Kanarieboekjes
De Kanarieboekjes waren een serie zelfhulpboekjes over zeer uiteenlopende onderwerpen. De boekjes werden uitgegeven door de Nederlandse uitgeverij N.V. Succes, vanaf de jaren 1930 tot in de jaren 50. Aanvankelijk werden de boekjes uitgebracht onder de reeksnaam 'Geel Succes-boekje'. De gele kleur leverde de bijnaam 'kanarieboekje' op en dat werd uiteindelijk ook de officiële benaming. De 260 boekjes zijn door verschillende auteurs geschreven, deels onder een pseudoniem. De Koninklijke Bibliotheek in Den Haag beschikt over het grootste deel van de reeks.
Ten minste 28 boekjes uit deze reeks werden ook in het Maleis uitgegeven. In 2021 begon radiomaker Chris Bajema met het project om van deze boekjes podcasts te maken, te beginnen met het deeltje "Zo wordt roken een genot".

## Titels
Er zijn daarbij vier "soorten" kanarieboekjes:
- geel-succes (1 t/m 81)
- kanariegeel (82 t/m 126)
- in geel/grijs (127 t/m 199)
- in kleur (200 t/m 261)

### Lijst van verschenen kanarieboekjes
Onderstaande lijst is zo compleet als mogelijk. Sommige titels zijn onbekend, van sommige nummers zijn meerdere "versies" met verschillende titels.
1. Uw opleiding en beroepskeuze / Opleiding en beroepskeuze
2. Met succes solliciteeren
3. De weg naar succes (Een boodschap aan Garcia) / Op eigen kracht vooruitkomen
4. Organiseer uzelf
5. Zóó komt u door lezen vooruit / Lezen om vooruit te komen
6. Met succes examen doen
7. Wat een kantoorbediende moet weten
8. Zóó solliciteert u mondeling / Het sollicitatiegesprek
9. Meer orders voor den vertegenwoordiger
10. Zaken doen per telefoon
11. Verkoopen per brief
12. Verkoopen per advertentie
13. Zóó verdient een meisje meer in zaken
14. Verkoopen over de toonbank
15. Verkoopen door de etalage
16. Prettig in den omgang
17. Het woord voeren
18. Een vergadering leiden
19. Geld verdienen met een kleinen winkel / Verdienen met een kleinen winkel
20. Zóó wordt uw kantoor efficient
21. Winst-woordenboek – H.N. Cassen
22. Inkoopen is een kunst – H. Walter
23. Zóó slaagt een meisje op kantoor
24. Zóó schrijft u teksten en brochures
25. Geld verdienen met exporteeren
26. Zóó slaagt een jong verkoper
27. Zóó wordt uw bedrijf efficient
28. Zóó verlicht u efficient
29. Zóó is een eenvoudige winkelboekhouding
30. Zóó bezuinigt u in zaken
31. Zóó krijgen vertegenwoordigers contact
32. Zóó krijgt u moed en zelfvertrouwen
33. Zóó vergroot een winkelier zijn omzet
34. Zóó slaagt een man
35. Zóó krijgt een winkelier meer klanten / Zo houdt een winkelier zijn klanten vast
36. Zóó kunt u karakters doorgronden
37. Zóó slaagt een winkelbediende
38. Geld verdienen met het schrijven van persartikelen
39. Zóó vergroot u een winkelzaak
40. Zóó verdienen verkoop-automaten geld voor u
41. Zóó haalt u meer uit uw leven / Haal meer uit uw leven – dr. J.F. Shipley
42. Goede manieren
43. Geld verdienen met een schrijfmachine
44. Zóó wordt u een goed skiër
45. Zóó wordt u een goed bokser
46. Zóó wordt u een goed dammer
47. Zóó wordt u een goed bridger
48. Zóó wordt u een goed korfballer
49. Zóó wordt u een goed hockeyer
50. Zóó wordt u een goed voetballer
51. Zóó wordt u een goed zeiler
52. Zóó wordt u een goed tafeltennisser
53. De jacht op Miss Hinch
54. Het mysterie van de woestijnkloof 1
55. Het mysterie van de woestijnkloof 2
56. De zilveren dollar 1
57. De zilveren dollar 2
58. Zóó overwint u verlegenheid / Verlegenheid te boven komen / Verlegenheid overwinnen – dr. J.F. Shipley
59. Zóó doet u alles goed
60. Geld verdienen met les geven
61. Veilig en prettig slank worden – dr. Charles J. States
62. Zóó krijgt u een gevulder en beter figuur – dr. Charles J. States
63. Zóó wordt u een goed wielrenner
64. Zóó wordt u een goed sportvlieger
65. Zóó wordt u een goed honkballer
66. Zóó krijgt u bedrijfskapitaal
67. Zóó wordt u een goed tennisser
68. Zóó wordt u een goed zweefvlieger
69. Zóó wordt u een goed schaker
70. Zóó wordt u een goed athleet
71. Zóó benut u de kracht van psychologie / Zo gebruikt u de kracht van psychologie / Gebruik uw psychologische kracht
72. Rake sollicitatiebrieven
73. Zóó wordt u een goed motorrijder
74. Wat opgroeiende jongens moeten weten
75. Zóó wordt u een goed kampeerder
76. Zóó wordt roken een genot
77. Geld verdienen met het afsluiten van levensverzekeringen
78. Over verlieven en verloven
79. Huishouden zonder geldzorgen
80. Vrienden en relaties winnen
81. Het geheim van een lang leven / Het geheim van een stralende gezondheid
82. De macht van concentratie verkrijgen / Concentratievermogen aankweeken
83. Leer uzelf zwemmen
84. Een toespraak maken en houden
85. Schoonheidsgeheimen uit Hollywood
86. U kunt goochelen en tooveren
87. Een zaak opbouwen met f 250,-
88. Vrees en zorgen overwinnen
89. Wat werkende meisjes moeten weten
90. Thomas Bat'a: de Tsjechische schoenenkoning
91. Uw persoonlijkheid versterken
92. De avonturen van Prikkebeen Junior in 50 grappige plaatjes
93. H. Colijn: het leven en werken van een energiek man
94. Vlot converseeren
95. Madame Curie, een zeldzame vrouw
96. Hoe te krijgen wat u wenscht
97. Het leven van Edison
98. Hoe werkloozen aan den slag komen
99. De avonturen van Sven Hedin / Sven Hedin, een volhardend avonturier
100. Het leven van Deterding
101. Wat wil Oxford? Moreele en geestelijke herbewapening
102. Gemakkelijk talen leeren
103. Lord Leverhulme, de roman van den Sunlightzeep-koning
104. De kunst van orde houden
105. Het leven van den staalkoning Andrew Carnegie
106. Betere kiekjes maken
107. Zóó helpt u bij kleine ongevallen
108. Practische handleiding zuigelingen-gymnastiek
109. Wat u van Engeland moet weten
110. Hoe u veilig kunt hamsteren
111. Prettige en goedkoope vacantiereizen per vrachtboot
112. Gelukkig leven als vrouw-alleen
113. Smakelijke schotels: 49 tomatengerechten
114. Uit het leven van Prinses Juliana
115. Vijftig spelletjes, binnens- en buitenshuis, voor jong en oud
116. Uw hond als gezonde en prettige kameraad
117. Het leven van Pasteur
118. Hoe een meisje een goed huwelijk kan doen
119. Wat u van onze landsverdediging moet weten
120. Wat opgroeiende meisjes moeten weten
121. Zenuwachtigheid overwinnen
122. Gelukkig trouwen op een klein inkomen
123. Vijf en zeventig lachpillen
124. Hoe u kinderziekten voorkomen kunt
125. Lekkere hapjes maken van restjes
126. Prettig dansen leren
127. De opvoeding van baby
128. Zóó leert u Jiu Jitsu (de kunst van zelfverdediging)
129. Betere oogen zonder bril
130. Zuinig en doelmatig koken
131. Handschrift en karakter
132. Van uw vacantie genieten
133. Practisch brievenboek
134. Hoe u ‘t weer kunt voorspellen
135. Snel Duitsch leren (grammatica)
136. Groenten kweeken in een kleinen tuin
137. Snel Duitsch leren: Een reisje naar Duitschland (conversatie)
138. Een boek vol kruiswoordraadsels
139. Snel Duitsch leren (woordenboek)
140. Snel Fransch leren (grammatica)
141. Snel Fransch leren: De valsche edelsteenen (conversatie)
142. Snel Fransch leren (woordenboek)
143. Zóó wordt u een goed verzamelaar
144. Astrologie en horoscopen
145. Snel Engelsch leren (grammatica)
146. Snel Engelsch leren: Nancy's verdwijning (conversatie)
147. Snel Engelsch leren (woordenboek)
148. Timmer uit liefhebberij
149. Huwelijksmoeilijkheden voorkomen en overwinnen
150. Een goed geheugen ontwikkelen
151. Het vroolijk orakelspel
152. Planten kweeken zonder aarde
153. Handleiding kleutergymnastiek
154. Hoe clubs en vereenigingen groeien en bloeien
155. De opvoeding van den kleuter
156. Smakelijke schotels: 53 rauwkostgerechten
157. Veilig baden en zwemmen in zee
158. De wonderen van den sterrenhemel
159. Uitvinden als beroep
160. Paddenstoelen zoeken en verorberen (met recepten)
161. Muzikale zelfontwikkeling
162. Geld verdienen in uw vrije tijd
163. De kunst van het telefoneeren / De kunst van telefoneren
164. Zo verovert u succes
165. Vergroot uw levensvreugde
166. Een zieke thuis verzorgen
167. Zo wordt u een goed stenotypiste
168. De nieuwe spelling (met uitgebreide woordenlijst)
169. De kracht van inspiratie verwerven
170. Raden, rekenen, goochelen en knippen
171. Tekencursus hoofd- en figuurtekenen
172. Beter spreken
173. Vrienden maken
174. Zo slagen vertegenwoordigers
175. Utopië, het land van belofte
176. Succes, de inspirerende lezing van Taylor
177. Zo moeten ouders met kinderen omgaan
178. Zo slaagt u in uw werk
179. Velden met diamanten wachten u
180. Zo wordt u een beter auto-bestuurder
181. Een eigen zaak beginnen
182. Marshall en zijn plan (biografie)
183. Churchill (biografie)
184. Zo wordt u een goed kantoorchef
185. Zo kunt u sneller rekenen
186. U bent de smid van uw geluk
187. Snel Maleis leren (grammatica)
188. Snel Maleis leren: De verhalen van de oude kapitein (conversatie) / Maleise conversatie
189. Snel Maleis leren (woordenboek)
190. Zeshonderd vragen en antwoorden: hoeveel weet u er?
191. Moeder worden
192. Snel Spaans leren (grammatica)
193. Snel Spaans leren (conversatie) / Spaanse conversatie
194. Snel Spaans leren (woordenboek)
195. De tien fundamenten van uw succes
196. (onbekend)
197. Zo wordt u gezond door psychologie
198. Handvorm en karakter
199. Zo leert u snel dammen
200. Het leven van Michiel de Ruyter (beeldroman)
201. Amerika op het hellend vlak
202. Gids voor Den Haag
203. Gids voor Amsterdam
204. Gids voor Rotterdam
205. Verbeeldingskracht verovert succes
206. Nederlands-Frans, Duits, Engels reiswoordenboek
207. Gestroomlijnd leven voor de baby
208. Gestroomlijnd leven voor de kleuter
209. Gestroomlijnd leven voor het schoolkind
210. Gestroomlijnd leven voor de jongen in de rijpingsjaren
211. Gestroomlijnd leven voor het meisje
212. Gestroomlijnd leven door de verloving
213. Het wonderlijke avontuur van Pinki, Rob en Minko (voor kinderen)
214. Twaalf brieven aan ons personeel
215. Rondkomen met een klein salaris
216. Hoe Amerikaanse zaken bezuinigen
217. Het leven van Willem de Zwijger (beeldroman)
218. Efficiency in zaken
219. Wat jonggehuwden moeten weten
220. Zo moet ik mij kleden
221. Zo slaapt u beter
222. Paul Kruger
223. Het verhaal van Leidens ontzet
224. Vliegende schotels
225. Vlekken uitmaken
226. De kunst om met mensen om te gaan
227. Snel Esperanto leren (grammatica)
228. Snel Esperanto leren (conversatie)
229. Esperanto woordenboek
230. Knutseltips voor de huishouding
231. Knutseltips voor knutselaars
232. Hoe zal ik mijn kind noemen: 5000 meisjesnamen
233. Jong en fit blijven door Hauser’s voedingswijze
234. Jongensnamen
235. Kandelaars voor kerstmis
236. (onbekend)
237. Wat betekent dat woord?
238. Zo betaalt u minder belasting
239. Wees uw eigen elektricien
240. Naamkaartjes puzzels
241. Practische astrologie
242. Zo haalt u ham uit de mast
243. Van schuchterheid tot zelfverzekerdheid
244. Etiquette buitenshuis
245. Kunstjes met kaarten – Olaf Corsen
246. Zo krijgt u goede ideeën
247. Zo organiseert u een kinderfeestje
248. Zo schrijft u goed Nederlands
249. Zo bent u veilig verzekerd
250. Snel Italiaans leren: Zomeravonturen in Italië (conversatie)
251. Snel Italiaans leren (grammatica)
252. Snel Italiaans leren (woordenboek) – Gualtiero Penna
253. Wees uw eigen schilder
254. Zo verzamelt u postzegels – P. Siglega
255. Zo richt u goed en goedkoop een woonkamer in
256. Peale spreekt in Den Haag
257. Wees uw eigen timmerman
258. (onbekend)
259. Met kleine geschenken grote vrienden maken
260. Zo slaagt een man / Kookboek voor vrijgezellen